# Chaptuzat
Chaptuzat é uma comuna francesa na região administrativa de Auvérnia-Ródano-Alpes, no departamento Puy-de-Dôme. Estende-se por uma área de 8,16 km². Em 2010 a comuna tinha 505 habitantes (densidade: 61,9 hab./km²).